# Kokomopteroidea
Super-famille
Familles de rang inférieur
- † Hardieopteridae
- † Kokomopteridae

Kokomopteroidea est une super-famille fossile d'Euryptérides, un groupe fossile d'Arthropodes Chélicérates communément appelés "scorpions de mer". C'est l'une des quatre super-familles classées dans le sous-ordre des Stylonurina. Des Kokomoptéroïdes ont été découverts dans des dépôts du Llandovery (début du Silurien) au Dévonien supérieur, aux États-Unis et au Royaume-Uni.

## Description
Les Kokomoptéroïdes sont des Stylonurines caractérisés par un appendice V portant des épines et une entaille postérieure sur le métastome. La super-famille regroupe deux clades distincts : les Kokomopteridae (qui inclut les genres Kokomopterus et Lamontopterus) et les Hardieopteridae (qui inclut les genres Hardieopterus, Tarsopterella et Hallipterus).
Les Kokomopteroidea ont conservé des appendices prosomaux primitifs de type Hughmilleria inaptes au ratissage des sédiments des fonds marins de leur environnement. C'est pourquoi, les membres de la super-famille étaient probablement des charognards. Les Hardieopteridae présentent certaines caractéristiques propres à un mode d'alimentation par balayage que l'on retrouve chez les membres des super-familles Hibbertopteroidea et Stylonuroidea, y compris un élargissement du métastome et des épines sur les appendices prosomaux antérieurs. Les Hardieoptérides pourraient même avoir été des animaux benthiques, habitant les fonds et vivant partiellement enfouis dans le substrat.

## Systématique et genres
Les Kokomoptéroïdes sont Euryptérides classés dans le sous-ordre des Stylonurina. C'est un groupe frère des Hibbertopteroidea, avec lesquels ils partagent certains caractères tels qu'une crête médiane sur la carapace entre les yeux latéraux et un épaississement distal des podomères des appendices prosomaux. L'Hibbertoptéroïde primitif Drepanopterus est un taxon frère de tous les autres Hibbertoptéroïdes et partage certains caractères avec les Kokomopteroidea (comme un telson clavé).
Kokomopteroidea regroupe deux familles : les Kokomopteridae et les Hardieopteridae. Les Kokomopteridae sont des Kokomoptéroïdes caractérisés par un opisthosome indifférencié avec un rebord, des appendices II-V portant des épines, comme chez Lamontopterus,  et des appendices VI dépourvus d'épines, comme chez Kokomopterus. Les Hardieopteridae sont des Kokomoptéroïdes caractérisés par des plèvres latérales sur le métasome et le prételson, de grandes écailles en forme de lune sur le bord postérieur de la carapace et un telson clavé. Chez les Hardieopteridae, l'opisthosome connaît une différenciation de second et quatrième ordre en un mésosome et en un métasome, l'appendice V porte des épines et l'appendice VI en est dépourvu, comme chez Hardieopterus. Les Kokomopteridae ne sont connus qu'au Silurien, quand l'aire de répartition temporelle des Hardieopteridae s'étend jusqu'au Dévonien supérieur.
Super-famille Kokomopteroidea Kjellesvig-Waering, 1966
- Famille Kokomopteridae Kjellesvig-Waering, 1966
  - Kokomopterus Kjellesvig-Waering, 1966
  - Lamontopterus Waterston, 1979
- Famille Hardieopteridae Tollerton, 1989
  - Hallipterus Kjellesvig-Waering, 1963
  - Hardieopterus Waterston, 1979
  - Tarsopterella Stormer, 1951